# Livio Lupi da Caravaggio
Pour les articles homonymes, voir Lupi.

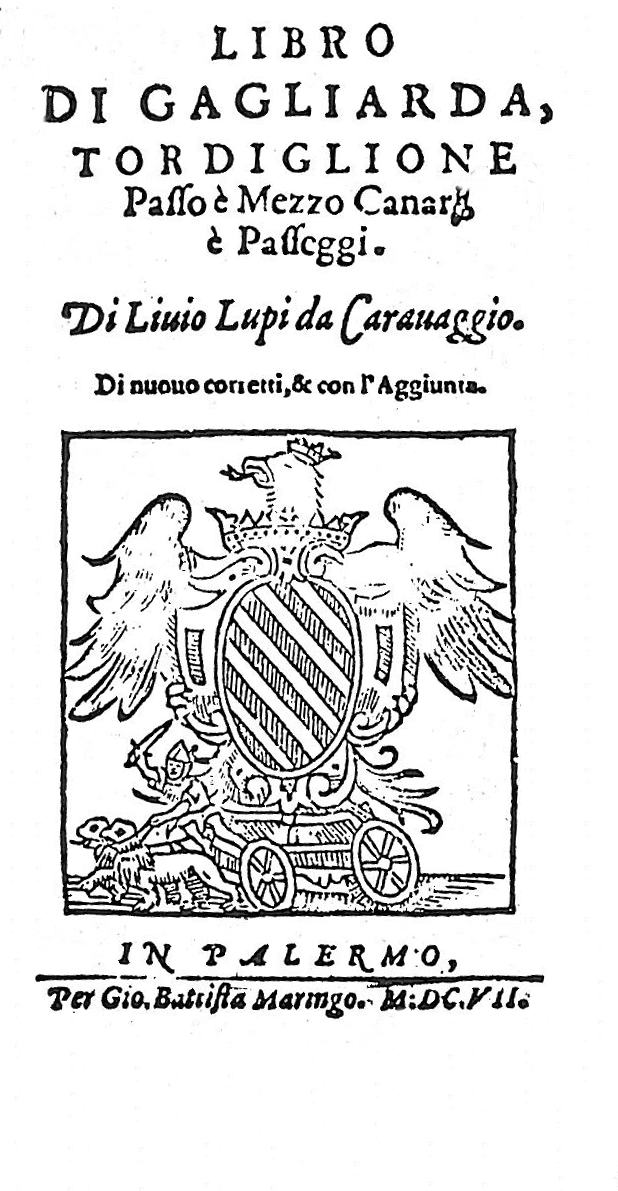
Page de titre du Libro di Gagliarda, Tordiglione Passo e Mezzo Canari e Passeggi.

Livio Lupi da Caravaggio (fl. 1607) est un musicien et un théoricien de la musique Italien. D'après son nom, il se peut qu'il soit né à Caravaggio en Lombardie, dans le nord de l'Italie.

## Traité

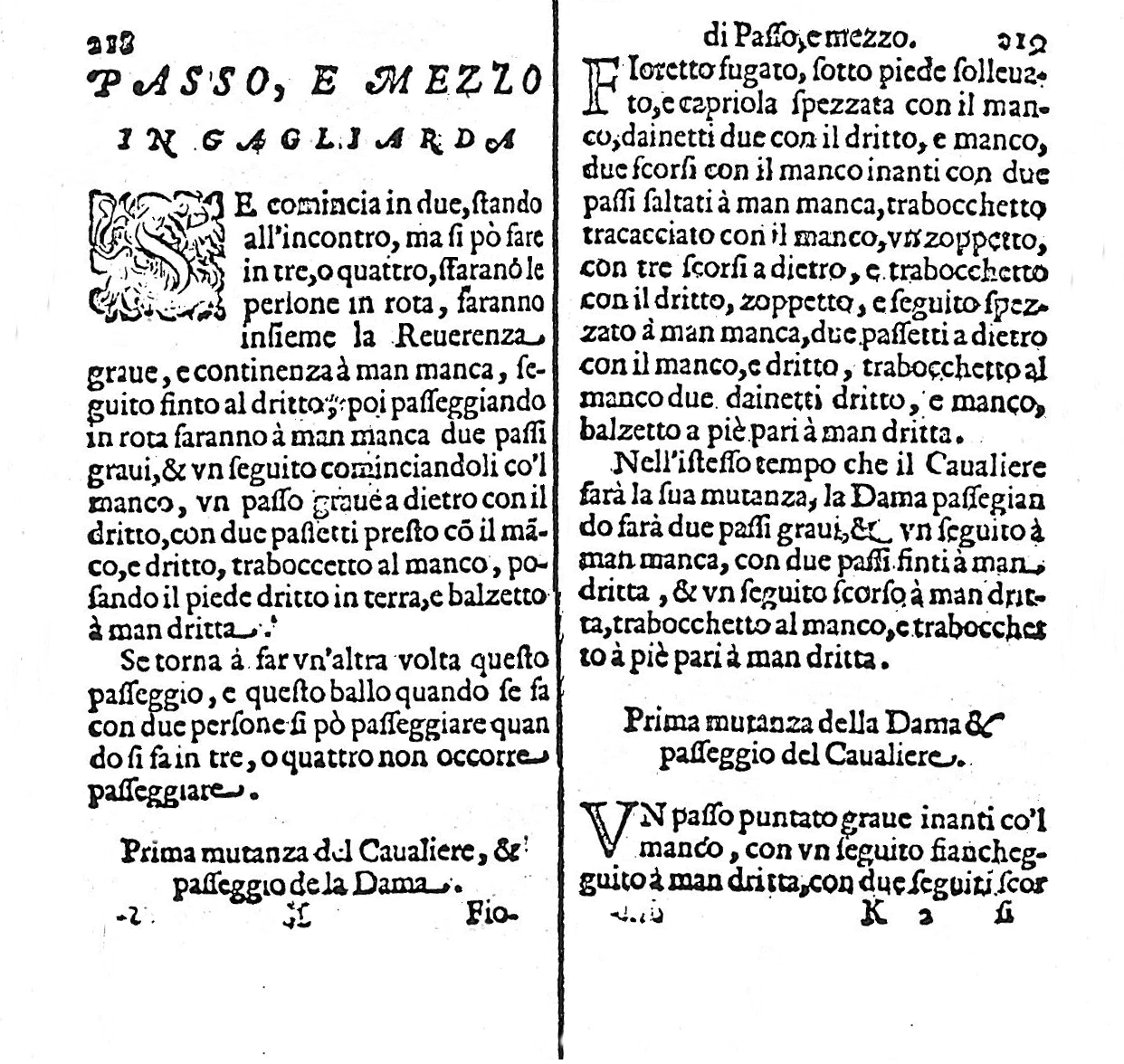
La partie traitant du Passo e Mezzo.

Il laisse un traité intitulé Il Libro di gagliarda, tordiglione, passa e mezzo, canari e passeggi publié à Palerme en 1607 chez James et Francis Maringo. 
Le traité contient la description de vingt danses renaissance, notamment la gaillarde, le passamezzo, le canarie, Sciolta et Cascarda, etc. Lupi consacre aussi un livre entier à Don Geronimo del Carretto, membre d'une famille espagnole immigrée en Sicile et certainement son employeur. Le traité est le reflet de l'encrage espagnol en Italie (Margaret Roe).
La pièce extraite du livre, Alta carretta con sua sciolta est souvent interprétée dans le contexte des danses de la renaissance. Ainsi que l’Aria di Fiorenza ou Aria del Gran Ducha.

## Édition moderne
- (it) Dario De Cicco (éd.) (présentation de Elita Maule), Modelli educativi dell'esperienza coreutica: Livio Lupi da Caravaggio, Padoue, Armellin Musica, coll. « Manuali » (no 58), 2010, 79 p. (ISBN 8895738349, OCLC 748933342, présentation en ligne)